# Абдуллах Фаизи ад-Дагистани
Абдуллах Фаизи ад-Дагистани (араб. عبد الله الداغستاني‎; 14 декабря 1891, Дагестан — 30 сентября 1973, Дамаск), более известный как Шейх Абдулла — северокавказский суфийский шейх накшбандийско-суфийского ордена.

## Ранние годы
Родился в Дагестане, Российской империи, в 1891 году. Отец и старший брат были врачами, последний был хирургом в Российской императорской армии. Абдуллу воспитывал и обучал его дядя по материнской линии, шейх Шарафуддин Дагистани (1875—1936).

## Переезд в Османскую империю
В конце 1890-х годов семья шейха Абдуллы эмигрировала в Османскую империю вслед за его дядей шейхом Шарафуддином, который эмигрировал в 1870-х годах. Они поселились в северо-западном анатолийском городе Бурса, а через год переехали в деревню Решадие, ныне известную как Гюнейкей, в провинции Ялова, Турция. Новая деревня была основана на земле, предоставленной султаном, и была населена дагестанскими беженцами, пострадавшими от русско-турецкой войны 1877—1878 годов и восстания против Российской империи. Вскоре после этого отец шейха Абдуллы умер, и в возрасте 15 лет он женился на дагестанке по имени Халима.

## Обучение суфизму
В 1910 году, после шести месяцев брака, шейх Шарафуддин приказал Абдулле отправиться в священное уединение (халват) на пять лет. Эта практика включала в себя суровые аскезы, призванные поднять его духовный статус. Когда Абдулла вернулся к светской жизни, Османская империя была втянута в Первую мировую войну. Вместе со многими юношами своей деревни Абдулла поступил на военную службу и принял участие в Дарданелльской операции. В ходе перестрелки был тяжело ранен.
В 1921 году шейх Шарафуддин приказал Абдулле отправиться в уединение ещё на пять лет. Он выполнил это, и затем ему была предоставлена иджаза накшбандийского тариката.

## Интерлюдия в Египте
Из-за антисуфийской политики в новой Турецкой Республике Шейх Абдулла начал думать о том, чтобы покинуть страну. После смерти шейха Шарафуддина в 1936 году в Решадие прибыла делегация короля Фарука I, чтобы выразить свои соболезнования, поскольку у него было много последователей в Египте. Одна из дочерей шейха Абдуллы вышла замуж за члена делегации. Затем шейх Абдулла и его семья переехали в Египет, но прожили там всего полгода, так как брак вскоре закончился разводом.

## Жизнь в Сирии
После развода дочери Шейх Абдулла и его семья переехали в Сирию, где он оставался до конца своей жизни. Некоторое время он жил в Алеппо, затем переехал в Хомс, а затем, наконец, в Дамаск возле могилы святого Саада ад-Дина Джибави. Там он основал первую текке для своей ветви ордена Накшбанди.
В 1943 году он переехал в дом на горе Джебель Касиун. Дом купил его первый сирийский мюрид, а затем один из его представителей в суфийском ордене, шейх Хусейн Ифрини. В этом доме сейчас находится его мазар и прилегающая к ней мечеть.

## Смерть
Шейх Абдулла умер 30 сентября 1973 года в Дамаске. Его могила и мазар находятся в Дамаске, Сирия, на месте его бывшего дома и мечети на горе Джебель-Касиюн.

## Известные последователи
Среди его известных последователей были суфийские шейхи Назим аль-Хаккани, Адиль Мерле, Хусейн Ифрини и Аднан Каббани. Георгий Гурджиев посетил его и получил секреты Эннеаграммы и Девяти Точек. Один из его преемников, шейх Назим, распространил эту ветвь суфийского ордена Накшбанди во многие страны мира и считался одним из самых влиятельных мусульман мира.